# Chained Echoes
Chained Echoes è un videogioco di ruolo del 2022 pubblicato da Deck13 Interactive per personal computer, PlayStation 4, Nintendo Switch e Xbox One.

## Sviluppo
Creato da Matthias Linda, il gioco è stato finanziato tramite una campagna di crowdfunding avviata nel 2019 su Kickstarter. Chained Echoes è ispirato ai videogiochi di ruolo per Super Nintendo Entertainment System e PlayStation tra cui Xenogears, Chrono Trigger, Final Fantasy VI e Suikoden II.
Nel dicembre 2024 è stato annunciato un DLC del gioco dal titolo Ashes of Elrant, previsto per il 2025.